# That Night in Rio
That Night in Rio is een Amerikaanse komische muziekfilm uit 1941 onder regie van Irving Cummings. De film is gebaseerd op het toneelstuk The Red Cat, die in première ging op 19 september 1934.

## Verhaal
Larry Martin is een komiek die optreedt in Rio. Tijdens een sketch imiteert hij baron Manuel Duarte. De vrouw van de echte Manuel Duarte, Cecilia Duarte, ziet zijn optreden en is diep onder de indruk. Ze vraagt Larry om door te blijven gaan met de imitatie. Dit gaat echter niet zonder problemen.

## Rolverdeling
| Acteur          | Personage                        |
| --------------- | -------------------------------- |
| Don Ameche      | Larry Martin/Baron Manuel Duarte |
| Alice Faye      | Barones Cecilia Duarte           |
| Carmen Miranda  | Carmen                           |
| S.Z. Sakall     | Arthur Penna                     |
| J. Carrol Naish | Machado                          |
| Curt Bois       | Felicio Salles                   |
| Leonid Kinskey  | Monsieur Pierre Dufond           |
| Maria Montez    | Inez                             |